# Musée de la Création Franche
Le musée de la Création Franche est un musée municipal de la ville de Bègles (Gironde) consacré aux créateurs affiliés à l'art brut, l’art naïf, autodidacte, singulier ou outsider.

## Histoire
En 1988, l’ancien secrétaire général de la ville de Bègles, Gérard Sendrey (1928 - 2022,), alors à la retraite, ouvre la galerie Imago. Cet espace est destiné à la présentation d’œuvres d’artistes singuliers, marginaux ou apparentés à l’art brut.
L’année suivante est inaugurée une exposition collective destinée à devenir annuelle, « Les Jardiniers de la Mémoire ». Cette exposition, avec le soutien de Noël Mamère, maire de Bègles, instaure l’ouverture permanente au public d’un musée accueillant des expositions mais aussi une collection importante, qui prend le nom de musée de la Création Franche. Créé en 1996, le musée municipal héberge une collection en accroissement constant, atteignant quelque 20 000 œuvres en 2022 . Sa collection est née de celle de Claude Massé, ami de Jean Dubuffet
Dès 1989, la revue Création Franche, bulletin de liaison accompagnant l'actualité du musée publiait son 1er numéro. Vingt ans après, le 33e numéro paraît en 2010, avec des articles de collaborateurs déjà présents dans le no 1. La revue, sous-titrée depuis l'origine "Au coeur de l'aventure contemporaine", poursuit actuellement son existence à raison de deux numéros par an.
Un nouvel accrochage des collections et une exposition en 2010 donnent lieu à la publication d'un catalogue édité par la ville de Bègles.
Depuis 2022, des travaux sont engagés pour moderniser et agrandir les espaces de présentation et de conservation des œuvres. Le musée ainsi rénové doit ouvrir en 2025. 
Le musée reçoit en janvier 2023 l'appellation "Musée de France" qui reconnaît l'intérêt public de ses collections.
Le Fonds de la création artistique brute et inventive est répertorié à la BnF ainsi que les diverses publications éditées à l'occasion d'expositions. Le musée est cité pour sa collection d'art hors-les-normes dans le « Morley 2001 ».

## Créateurs notoires présentés au musée
Le musée de la Création Franche présente notamment :
- Benjamin Bonjour
- Bernard Coutant
- Paul Duhem
- Martha Grünenwaldt
- Alain Lacoste[13]
- Bruno Montpied
- Gaston Mouly[14]
- Louis Pons
- Jean Rosset[15]
- Willem Van Genk